# Luis X de Baviera
Luis X de Baviera (Grünwald, Baviera, 18 de septiembre de 1495 – Landshut, Baviera, 22 de abril de 1545) fue Duque de Baviera, junto con su hermano Guillermo IV, desde 1516 hasta su muerte en 1545. Era el quinto hijo del matrimonio de Alberto IV de Baviera y Cunegunda de Habsburgo.
Aunque su padre ya había decretado en 1506 a Guillermo IV como el príncipe primogénito sucesor eterno, Luis se negó y argumentó que su nacimiento fue mucho tiempo antes de dicho decreto. Entonces con la ayuda de su madre y de los Estados-Generales, Luis obligó a su hermano Guillermo a que lo aceptara como corregente en 1516.
En 1522, juntó con su hermano, decidió tomar medidas para que la Reforma protestante no se difundiera por el reino de Baviera. También cabe destacar que durante su reinado se construyó la residencia de Landshut, primer palacio de estilo renacentista ubicado al norte de los Alpes, que erigió de 1537 a 1543, y que tuvo como modelo al Palacio del Té en Mantua. La residencia de Landshut también consistía en un palacio contiguo al mencionado anteriormente que fue construido en estilo renacentista alemán bajo el arquitecto Bernhard Zwitzel de Augsburgo. Ambos palacios estaban conectados entre sí por dos alas.

Como Luis no tenía hijos, después de su muerte, sucedida el 22 de abril de 1545, Guillermo fue el duque de Baviera, hasta su muerte, el 7 de marzo de 1550. Este fue, el final de las divisiones del ducado de Baviera. Su hija ilegítima era Ana de Leonsberg (1525-1556) que se casó con Juan Alberto Widmannstetter (1506-1557).
Está enterrado en la abadía de Seligenthal.